# Gestreepte sterkeelkolibrie
De gestreepte sterkeelkolibrie (Heliomaster squamosus) is een vogel uit de familie Trochilidae (kolibries).

## Verspreiding en leefgebied
Deze soort is endemisch in oostelijk en zuidoostelijk Brazilië.